# Massac-Séran
Massac-Séran – miejscowość i gmina we Francji, w regionie Oksytania, w departamencie Tarn.
Według danych na rok 1990 gminę zamieszkiwało 246 osób, a gęstość zaludnienia wynosiła 29 osób/km² (wśród 3020 gmin regionu Midi-Pireneje Massac-Séran plasuje się na 817. miejscu pod względem liczby ludności, natomiast pod względem powierzchni na miejscu 1207.).